# Chamois Niortais FC
Chamois Niortais FC is een Franse voetbalclub uit Niort, de hoofdstad van het departement Deux-Sèvres.
De club speelde in de beginjaren op lokaal niveau. In de jaren 80 kwam er een opmars en in het seizoen 1987/88 werd in de hoogste divisie gespeeld; de club degradeerde echter. Van 2012 tot 2023 speelde de club nog in de Ligue 2, de Franse tweede divisie. In 2024 werd de club nog derde, maar door financiële problemen werd de club één divisie teruggezet en moest zich uiteindelijk zelfs terugtrekken uit de nationale competities. 

## Erelijst
- Championnat National

2006

## Eindklasseringen
- 1947 1e
Niveau 3
- 1948 1e
Niveau 4
- 1949 1e
Niveau 4
- 1950 7e
Niveau 3
- 1951 3e
Niveau 3
- 1952 2e
Niveau 3
- 1953 10e
Niveau 3
- 1954 12e
Niveau 3
- 1955 10e
Niveau 4
- 1956 5e
Niveau 4
- 1957 10e
Niveau 4
- 1958 11e
Niveau 4
- 1959 2e
Niveau 4
- 1960 1e
Niveau 4
- 1961 10e
Niveau 3
- 1962 2e
Niveau 3
- 1963 2e
Niveau 3
- 1964 5e
Niveau 3
- 1965 5e
Niveau 3
- 1966 5e
Niveau 3
- 1967 8e
Niveau 3
- 1968 6e
Niveau 3
- 1969 14e
Niveau 3
- 1970 2e
Niveau 4
- 1971 5e
Niveau 3
- 1972 9e
Division 3
- 1973 10e
Division 3
- 1974 5e
Division 3
- 1975 4e
Division 3
- 1976 12e
Division 3
- 1977 11e
Division 3
- 1978 14e
Division 3
- 1979 2e
Division 4
- 1980 14e
Division 3
- 1981 6e
Division 4
- 1982 11e
Division 4
- 1983 4e
Division 4
- 1984 3e
Division 4
- 1985 1e
Division 3
- 1986 5e
Division 2
- 1987 1e
Division 2
- 1988 18e
Division 1
- 1989 14e
Division 2
- 1990 7e
Division 2
- 1991 15e
Division 2
- 1992 1e
Division 3
- 1993 10e
Division 2
- 1994 18e
Division 2
- 1995 17e
Division 2
- 1996 16e
Division 2
- 1997 5e
Division 2
- 1998 10e
Division 2
- 1999 11e
Division 2
- 2000 15e
Division 2
- 2001 4e
Division 2
- 2002 11e
Division 2
- 2003 6e
Ligue 2
- 2004 8e
Ligue 2
- 2005 20e
Ligue 2
- 2006 1e
National
- 2007 16e
Ligue 2
- 2008 18e
Ligue 2
- 2009 17e
National
- 2010 1e
CFA
- 2011 13e
National
- 2012 2e
National
- 2013 15e
Ligue 2
- 2014 5e
Ligue 2
- 2015 11e
Ligue 2
- 2016 16e
Ligue 2
- 2017 10e
Ligue 2
- 2018 15e
Ligue 2
- 2019 12e
Ligue 2
- 2020 18e
Ligue 2
- 2021 18e
Ligue 2
- 2022 13e
Ligue 2
- 2023 20e
Ligue 2

- Niveau 1
- Niveau 2
- Niveau 3
- Niveau 4

| Seizoen   | №  | Clubs | Divisie              | WG | W  | G  | V  | Saldo | Punten | Tsch  |
| --------- | -- | ----- | -------------------- | -- | -- | -- | -- | ----- | ------ | ----- |
| 2005–2006 | 1  | 20    | Championnat National | 38 | 20 | 10 | 8  | 57–36 | 70     | 3.931 |
| 2006–2007 | 16 | 20    | Ligue 2              | 38 | 10 | 14 | 14 | 36–44 | 44     | 4.796 |
| 2007–2008 | 18 | 20    | Ligue 2              | 38 | 11 | 8  | 19 | 38–48 | 41     | 5.358 |
| 2008–2009 | 17 | 20    | Championnat National | 38 | 9  | 14 | 15 | 31–37 | 41     | 2.585 |
| 2012–2013 | 15 | 20    | Ligue 2              | 38 | 8  | 18 | 12 | 39–42 | 42     | 4.943 |
| 2013–2014 | 5  | 20    | Ligue 2              | 38 | 15 | 13 | 10 | 51–47 | 58     | 5.075 |
| 2014–2015 | 11 | 20    | Ligue 2              | 38 | 11 | 17 | 10 | 41–42 | 50     | 4.664 |
| 2015–2016 | 16 | 20    | Ligue 2              | 38 | 8  | 18 | 12 | 38–45 | 42     | 3.803 |
| 2016–2017 | 10 | 20    | Ligue 2              | 38 | 12 | 13 | 13 | 45–57 | 49     | 3.705 |
| 2017–2018 | 15 | 20    | Ligue 2              | 38 | 11 | 9  | 18 | 47–60 | 47     | 3.480 |
| 2018–2019 | 12 | 20    | Ligue 2              | 38 | 11 | 14 | 13 | 34-41 | 42     | 3.473 |
| 2019–2020 | 12 | 18    | Ligue 2              | 28 | 6  | 8  | 14 | 30-41 | 26     | 2.929 |

## Bekende (ex-)spelers
- James Obiorah
- Abédi Pelé
- Mark de Vries
- Peguy Luyindula
- Daniel Cousin
- Didier Lamkel Zé
- Dylan Bronn